# Shadow of Your Love
"Shadow of Your Love" foi uma música do Hollywood Rose, o precursor do Guns N' Roses. Foi lançado em um estúdio demo do Guns N' Roses. A versão ao vivo só foi lançada em 1987. Em 3 de maio de 2018 o Guns N' Roses lançou, junto a um box comemorativo, um Lyric Video de "Shadow Of Your Love" em seu canal no Youtube.